# Antti Ylönen
Antti Ylönen (* 15. September 1983 in Liminka) ist ein finnischer Eishockeyspieler, der seit 2015 beim Asplöven HC in der schwedischen HockeyAllsvenskan unter Vertrag steht.

## Karriere
Antti Ylönen spielte bereits im Nachwuchsbereich für Kärpät Oulu, für dessen Profiteam er in der Saison 2002/03 sein Debüt in der SM-liiga gab. Seit seinem Debüt hat der Verteidiger mit Kärpät in den Jahren 2004, 2005, 2007 und 2008 vier Mal den Meistertitel in der SM-liiga gewonnen, wurde 2003 und 2006 Vizemeister, sowie 2006 Dritter. Zudem erreichte er mit Kärpät in den Jahren 2005 und 2006 zwei Mal das Finale um den IIHF European Champions Cup, wobei man jeweils den beiden russischen Vertretern HK Awangard Omsk und HK Dynamo Moskau unterlag. Sein Durchbruch gelang ihm in der Saison 2005/06, als er in 38 Ligaspielen zum Einsatz kam. In den drei vorherigen Spielzeiten zusammen kam er nur auf 19 Einsätze und spielte meist als Leihspieler für Hokki in der Mestis.
Zu Beginn der Saison 2010/11 wurde er an Vålerenga Ishockey ausgeliehen, für das er acht Spiele im Rahmen der European Trophy absolvierte, ehe er zu Kärpät zurückkehrte. Seit September 2011 steht Ylönen bei Hokki in der finnischen Mestis unter Vertrag.

## Erfolge und Auszeichnungen
- 2003 Finnischer Vizemeister mit Kärpät Oulu
- 2004 Finnischer Meister mit Kärpät Oulu
- 2005 Finnischer Meister mit Kärpät Oulu
- 2005 2. Platz beim IIHF European Champions Cup mit Kärpät Oulu
- 2006 2. Platz beim IIHF European Champions Cup mit Kärpät Oulu
- 2007 Finnischer Meister mit Kärpät Oulu
- 2008 Finnischer Meister mit Kärpät Oulu
- 2009 Finnischer Vizemeister mit Kärpät Oulu

## SM-liiga-Statistik
(Stand: Ende der Saison 2010/11)